# Cota G4
Cota G4 je daruvarski rock band osnovan 1998. godine.
Krajem 2004.godine Cota G4 potpisuje ugovor s diskografskom kućom Dallas Records, i već 2006. godine izdaju svoj prvi album pod nazivom Cota G4. 2007. godine izdaju singl i spot Motaj, kume motaj s kojim najavljuju svoj drugi album U čemu je zapravo stvar (2011.). Dvije godine kasnije, izlazi singl i spot Ne znaš ti šta je rokenrol s kojim se nagovještava rad na trećem studijskom albumu Entropia koji izlazi 2017. pod producentskom palicom Rejhana Okanovića- Regija.

## Članovi
- Marko Osmanović  – vokal/ritam gitara
- Dinko Likar  – solo gitara
- Juraj Šargač  – bas gitara
- Filip Pek –  klavijature
- Dorian Scholz – bubnjevi

## Kronologija
- 1998– 2000 – Cotu G4 okupio je Marko Osmanović, krajem 1998. godine, s idejom da se sviraju njegove autorske pjesme, te rock hitovi bandova iz šezdesetih i sedamdesetih godina. Prvu postavu Cote G4 uz Marka Osmanovića na vokalu i solo gitari čini li su Tomislav Kopfer (ritam gitara), Marko Jeftimija (bass) i Boris Jeniček (bubanj). Band je svirao do jeseni 1999. uz jednu promjenu bubnjara (Alen Brajković), 2000. godine sastav snima prvi demo-EP s pjesmama: Kuća iz djetinjstva, Pismo, Baci mi kunu.
- 2001– 2004 – Na jesen 2001.g. stvara se nova postava: Marko Osmanović (vokal), Igor Ruf (gitara), Danko Krznarić (klavijature), Saša Novak (bass) i Miro Ovnić (bubanj). Nakon kratkog vremena Miru Ovnića zamjenjuje Nino Švedek. 2003. i 2004. godine Cota G4 probija na klupskoj sceni, ponajviše zbog kvalitetne svirke i dobrih obrada rock standarda, no manje zbog autorskih pjesama. Međutim, jedan od koncerata u Zagrebu bio je prekretnica za Cotu G4, njihov trud prepoznala je diskografska kuća Dallas Records s kojom 2004. godine potpisuju ugovor.
- 2005– 2006 –  Prvi singl i spot Putovanje vlakom izlazi na ljeto 2005. godine. Sastav nastavlja svirati po Hrvatskoj i regiji, prvi album izlazi na proljeće 2006. godine. Nakon izlaska prvog albuma, band izdaje singl i spot za pjesmu Daj mi sve. S tom pjesmom postaju poznatiji široj publici te se probijaju na top- listama. Tada na mjesto bubnjara dolazi mladi daruvarski bubnjar Dario Horvat. Iste te godine, na jesen, izlazi drugi singl i spot prvog albuma Tamo negdje, iza krovova kuća. Nakon izlaska tog spota, dotadašnji gitarist, Igor Ruf napušta band.
- 2007– 2008 – 2007. godine izlazi singl i spot za pjesmu Motaj, kume motaj Krajem 2007. i početkom 2008. Cota G4 snima svoj drugi album, te svira na Rokaj tour Četiri hrvatska grada s Hard Timeom, Fatherom i Osmim putnikom. Na jesen sastav nastupa u televizijskoj emisiji Garaža, nakon koje band prestaje s radom zbog financijskih razloga.
- 2009– 2011 – Na proljeće 2009. godine Marko Osmanović postaje pjevač i gitarist Divljih Jagoda, te povremeno svira u projektu Lisn. 2011. godine Cota G4 izdaje drugi album "U čemu je zapravo stvar" i singl "Za nas ne postoji kraj", kojim simbolično najavljuju da Cota svira dalje. Danko Krznarić i službeno odlazi iz banda nakon gotovo 10 godina, zamjenjuje ga mladi gitarist Ivan Ivanković.
- 2013. godine – Početkom 2013. godine Osmanović odlazi iz Divljih Jagoda te se potpuno posvećuje Coti G4 koja po prvi put nakon 5 godina svira ljetne motorijade i festivale. Sastav izdaje i svoj novi singl i spot Kada prođe prstima kroz kosu s kojim se Cota vraća na hrvatsku rock scenu. Iz banda odlazi Mario Kopecki koji je 8 godina bio "dobri duh banda", zamjenjuje ga Majkl Jagunić, basist Hard Timea. Te godine iz banda izlazi i Ivan Ivanković koji svoju karijeru nastavlja u Thompsonovom pratećem bandu. Krajem 2013. godine izlazi singl i spot za pjesmu Pismo. Počinje rad na trećem albumu banda.
- 2014. godine – Izlazi singl i spot za pjesmu Ne znaš ti šta je rokenrol s kojim band najavljuje svoj treći studijski album i svoju novu postavu. Bandu se na snimanju albuma pridružuje novi gitarist, Dinko Likar iz Virovitice s kojim Marko Osmanović, Majkl Jagunić i Dario Horvat na čelu s producentom Rejhanom Okanovićem - Regijem rade na trećem studijskom albumu.
- 2017– 2018 – 28. studenog 2017. godine izlazi treći album Entropia sa singlom i spotom Kad bio sam njen. Nakon izlaska albuma band osvaja nagradu The Akademia Music Awards (Los Angeles) za Najbolji rock album za siječanj 2018. godine. Sastav u travnju 2018. godine održava prvi koncert (promociju albuma) u Zagrebu nakon 4 godine pritajenosti i s trećim albumom najavljuje povratak na rock scenu.

## Postave
- 1998– 1999–  Marko Osmanović (vokal, ritam gitara), Tomislav Kopfer (solo gitara), Marko Jeftimija (bass), Boris Jeniček (bubanj)
- 1999.– Marko Osmanović (vokal, ritam gitara), Tomislav Kopfer (solo gitara), Marko Jeftimija (bass), Alen Brajković (bubanj)
- 2000– 2001– Marko Osmanović (vokal), Igor Ruf (solo gitara), Marko Jeftimija (bass), Dario Santo (bubanj)
- 2001– 2004– Marko Osmanović (vokal), Igor Ruf (solo gitara), Danko Krznarić (klavijature), Saša Novak (bass), Nino Švedek (bubanj)
- 2004– 2005– Marko Osmanović (vokal), Igor Ruf (solo gitara), Danko Krznarić (klavijature), Mladen Rakas (bass), Nino Švedek (bubanj)
- 2005– 2006– Marko Osmanović (vokal), Igor Ruf (solo gitara), Danko Krznarić (klavijature), Mario Kopecki (bass), Vice Šindija (bubanj)
- 2006– 2008– Marko Osmanović (vokal), Danko Krznarić (solo gitara), Miloš Kovačević (klavijature), Mario Kopecki (bass), Dario Horvat (bubanj)
- 2008. – Marko Osmanović (vokal), Danko Krznarić (solo gitara), Dinko Janković  (klavijature), Mario Kopecki (bass), Dario Horvat (bubanj)
- 2009– 2011– Marko Osmanović (vokal), Danko Krznarić (gitara), Mario Kopecki (bass), Dario Horvat (bubanj)
- 2011– 2013– Marko Osmanović (vokal, ritam gitara), Ivan Ivanković (solo gitara), Mario Kopecki (bass), Dario Horvat (bubanj)
- 2013– 2015– Marko Osmanović(vokal, ritam gitara), Dinko Likar (solo gitara), Majkl Jagunić (bass), Dario Horvat (bubanj)
- 2015– 2017– Marko Osmanović (vokal, bass), Dinko Likar (solo gitara), Dario Horvat (bubanj)
- 2018.-– Marko Osmanović (vokal, ritam gitara), Dinko Likar (solo gitara), Vedran Brijačak (bass), Dario Horvat (bubanj)
- 2019.-- Marko Osmanović (vokal, ritam gitara), Dinko Likar (solo gitara), Juraj Šargač (bass), Dorian Sholz (bubanj), Filip Pek (klavijature)

Vremenska linija

## Diskografija
Albumi
- Cota G4 (2006.)
- U čemu je zapravo stvar (2011.)
- Entropia (2017.)
- Mjesečeva kći (2023.)

## Singlovi
- "Putovanje vlakom"
- "Daj mi sve"
- "Tamo negdje, iza krovova kuća"
- "Motaj, kume motaj"
- "Za nas ne postoji kraj"
- "Kada prođe prstima kroz kosu"
- "Pismo"
- "Ne znaš ti šta je rokenrol"
- "Samo deri"
- "Kad bio sam njen"
- "Gdje je ona mala"